# Trichostetha fascicularis
Trichostetha fascicularis es una especie de escarabajo grande de la familia Scarabaeidae, de color verde metálico que se encuentra en Sudáfrica.

## Descripción
El escarabajo de las Protea alcanza un tamaño de 25 mm de largo. Tiene los élitros de color verde metálico  con la cabeza y el tórax negro con dos rayas verticales blancas. Tiene pelos anaranjados creciendo alrededor de la parte inferior de su cuerpo.

## Hábitat
Se encuentra en Sudáfrica donde quiera que se produzcan las proteáceas. Los adultos se alimentan del polen y néctar. Viven en el fynbos, en hábitats de montaña, y en los jardines residenciales, si su suministro de comida está disponible.